# Joaquim Arnóbio de Andrade
Joaquim Arnóbio de Andrade (Massapê, 26 de abril de 1915 — Fortaleza, 2 de abril de 1985) foi um sacerdote católico que viveu em santidade, sendo considerado, após a morte, Servo de Deus.

## Vida
Joaquim Arnóbio de Andrade nasceu no dia 26 de abril de 1915, em Massapê, Ceará, filho de Joaquim Anselmo de Andrade e Maria da Penha Sousa Andrade. Cresceu e se desenvolveu como uma criança sadia.
Gostava de jogar bola, e fazia parte de um time de futebol infantil, mas, em algumas vezes, saía antes de terminar a partida, o que despertou a curiosidade e o cuidado de sua mãe, que via o seu menino tomar banho, trocar de roupa e sair sem nada dizer, muito apressado. Walter Andrade, seu irmão, um dia o seguiu e o viu com um colega, Expedito Lopes, entrando na Igreja da Sé, onde o Padre José Gerardo Ferreira Gomes os esperava para dar instruções e formação para coroinhas, pois ambos desejavam ajudar nas Missas.
Com 12 anos, entrou para o Seminário São José, de Sobral, ordenando-se sacerdote em 20 de novembro de 1938, pela imposição das mãos de Dom José Tupinambá da Frota, na igreja de Nossa Senhora do Rosário.
Foi nomeado vigário de Santana do Acaraú, e exerceu, também, a capelania do Colégio Sant’Ana, de Sobral, e a direção diocesana da Catequese. Lecionou no Colégio Sobralense.
Em 15 de agosto de 1957, o padre Joaquim Arnóbio de Andrade fundou a Congregação das Missionárias Reparadoras do Sagrado Coração de Jesus, cujo carisma é sintetizado no slogan: Amor-reparação-evangelização. Para sua instalação, requisitou um terreno da diocese. O bispo autorizou a construção do prédio para sua instalação.
De personalidade firme, mas caridosa, humilde e exemplar no exercício de sua fé, manteve comunicação com todas as pessoas que o procuravam, particularmente os sacerdotes e as religiosas, de forma fraterna. Tinha no meio da sociedade local um grande número de penitentes, orientados cristãmente por ele, nos seus momentos de aflição e alegria.
Consciente da sua opção de ser sacerdote, procurou encarar a pessoa de Jesus Cristo e buscou ser coerente com o lema do seu sacerdócio:
“Enviou-me para anunciar a boa nova aos pobres e curar os corações contritos”.
Foi um homem penitente e colocava-se em constante atitude de escuta, pois tinha um coração misericordioso para aqueles que o procuravam em confissão. Vivendo com fama de santidade, faleceu numa terça-feira santa, 2 de abril de 1985. Seu corpo foi sepultado na Igreja do Menino Deus, em Sobral.

## Homenagem
O nome do Monsenhor Arnóbio identifica dois logradouros em Sobral:
- Rua Monsenhor Joaquim Arnóbio de Andrade, no bairro Pedrinhas[6]
- Rua Padre Arnóbio, no bairro Padre Palhano[nota 2]

Existe a Associação Comunitária Monsenhor Arnóbio, uma entidade leiga, sem qualquer ligação com a diocese.

## Servo de Deus
Em 2018 foram juntados os primeiros documentos para abertura do processo de canonização do Monsenhor Joaquim Arnóbio de Andrade, tendo como postulador da causa o Dr. Paolo Villota.
Em 11 de Dezembro de 2023, a Diocese de Sobral comunicou que recebeu notificação do Postulador Paolo Vilotta que tratava da validade jurídica do inquérito diocesano sobre o processo de Beatificação do Servo de Deus Joaquim Arnóbio de Andrade, o Servo de Deus Joaquim Arnóbio de Andrade.